# Луб'янська сільська рада (Синельниківський район)
| Луб'янська сільська рада — колишній орган місцевого самоврядування у Синельниківському районі Дніпропетровської області з адміністративним центром у с. Луб'янка. Сільській раді підпорядковані населені пункти: - с. Луб'янка - с. Березнуватка - с. Калинівське - с. Садове - с. Токове - с. Циганівка - с. Ясне |

## Склад ради
Рада складалася з 16 депутатів та голови.

## Керівний склад сільської ради
| ПІБ                     | Основні відомості                                                         | Дата обрання | Дата звільнення |
| ----------------------- | ------------------------------------------------------------------------- | ------------ | --------------- |
| Гречко Людмила Іванівна | Сільський голова, 1956 року народження, освіта, позапартійна              | 26.03.2006   | 31.10.2010      |
| Гречко Людмила Іванівна | Сільський голова, 1956 року народження, освіта вища, член Партії регіонів | 31.10.2010   |                 |

Примітка: таблиця складена за даними джерела